# Légion des Mille
La Légion des Mille est une association d'anciens combattants français créée en février 1935 par Robert Euzénat et dissoute en 2003 avec le décès du dernier de ses membres comme le prévoyait l'article 15 de ses statuts. Elle a transmis le maintien de sa mémoire à l'Association Saumur-ANORABC.
Son nom avait été choisi en souvenir du Groupement des Mille, créé en Italie par le patriote Giuseppe Garibaldi, dont les descendants participèrent à une légion italienne venue combattre sur le sol français dès les premiers jours de la guerre 1914 – 1918.

## Statuts[3]
Elle comprenait 999 membres effectifs choisis parmi « les plus jeunes et les plus méritants » des volontaires ayant combattu dans les armées françaises pendant la Première Guerre mondiale ainsi que le numéro un « réservé à la mémoire du plus jeune combattant volontaire mort pour la France ». Elle comprenait, en outre, des membres bienfaiteurs et des membres d'honneur qui, tous deux, ni ne disposaient du droit de vote ni ne pouvaient faire partie du conseil d'administration.

## L'insigne des Mille
L'insigne de la Légion des Mille, créé par Robert Louis, est une allégorie de l'union et de la solidarité de ceux qui, morts ou vivants, ont payé du don de leur jeunesse pour défendre la patrie.
Il est constitué : d'un chêne dont une moitié (gauche, dédiée au souvenir) des rameaux sont morts tandis que l'autre moitié (droite, dédiée à l'avenir) porte de vigoureux rameaux et de dix glaives dont la pointe s'unit sous les rameaux du chêne, gardes se chevauchant.

## Le premier des Mille
La qualité de numéro un de la Légion a été attribuée à Désiré Bianco, engagé volontaire à 13 ans et mort au combat le 8 mai 1915.

## Membres et faits remarquables[2]
- Auguste Thin, un des  Mille[7],[8] eut l’honneur, le 10 novembre 1920, de choisir le Soldat Inconnu parmi les cercueils des huit poilus exhumés de part et d’autre de la ligne de front.
- François Siffre, cofondateur de la Légion, réussit à se faire engager sur le front à moins de 17 ans après s'être glissé durant quinze jours dans une multitude de trains et de convois successifs.
- Jean-François Perette, engagé à 17 ans, fut, deux ans plus tard, un des plus jeunes médaillés de la Médaille Militaire pour son courage et ses blessures dans l’artillerie d’assaut.
- Albert Pico avait fait le mur du Prytanée pour gagner le régiment où son père avait servi et où il montrera un courage exceptionnel.
- Raoul Estripaut, alors âgé de 16 ans, avait été découvert mourant de faim après trois jours de jeûne, caché dans une soute à munitions d’un transport de troupes partant pour le front de l’Orient.
- Désiré Bianco, le plus jeune soldat de la grande guerre, mort en 1915 à l'âge de 13 ans dans les Dardanelles.